# Wijken en buurten in Hellevoetsluis
De Nederlandse gemeente Hellevoetsluis is voor statistische doeleinden onderverdeeld in wijken en buurten. De gemeente is verdeeld in de volgende statistische wijken:
- Wijk 00 Hellevoetsluis Zuid-West (CBS-wijkcode:053000)
- Wijk 01 Den Bonsen Hoeck (CBS-wijkcode:053001)
- Wijk 02 Nieuw-Helvoet (CBS-wijkcode:053002)
- Wijk 03 Struyten (CBS-wijkcode:053003)
- Wijk 04 De Kooistee (CBS-wijkcode:053004)
- Wijk 05 Nieuwenhoorn (CBS-wijkcode:053005)
- Wijk 06 Ravense Hoek (CBS-wijkcode:053006)
- Wijk 07 Centrumgebied (CBS-wijkcode:053007)
- Wijk 08 Buitengebied (CBS-wijkcode:053008)

Een statistische wijk kan bestaan uit meerdere buurten. Onderstaande tabel geeft de buurtindeling met kentallen volgens het Centraal Bureau voor de Statistiek (2008):
| CBS-buurtcode | Buurtnaam                                    | Inwonertal | Opp. totaal (ha) | Opp. land (ha) | Ligging                |
| ------------- | -------------------------------------------- | ---------- | ---------------- | -------------- | ---------------------- |
| BU05300000    | De Vesting                                   | 990        | 45               | 34             | Locatie in de gemeente |
| BU05300001    | Glaciswijk                                   | 760        | 19               | 16             | Locatie in de gemeente |
| BU05300003    | Groote Weer Gors                             | 120        | 42               | 30             | Locatie in de gemeente |
| BU05300004    | Marinebuurt                                  | 850        | 14               | 13             | Locatie in de gemeente |
| BU05300005    | Dichters- en Schrijversbuurt                 | 1880       | 38               | 36             | Locatie in de gemeente |
| BU05300102    | Out Jaar                                     | 1850       | 41               | 37             | Locatie in de gemeente |
| BU05300103    | Logendal                                     | 900        | 24               | 22             | Locatie in de gemeente |
| BU05300104    | Kruis Hoeffe                                 | 1890       | 32               | 32             | Locatie in de gemeente |
| BU05300105    | Salem                                        | 1420       | 34               | 34             | Locatie in de gemeente |
| BU05300200    | Nieuw-Helvoet                                | 410        | 22               | 22             | Locatie in de gemeente |
| BU05300201    | Bloemen- en Plantenbuurt                     | 1540       | 21               | 21             | Locatie in de gemeente |
| BU05300202    | Kulck-Noord                                  | 940        | 18               | 18             | Locatie in de gemeente |
| BU05300203    | Kulck-Zuid                                   | 1280       | 25               | 25             | Locatie in de gemeente |
| BU05300204    | Industrieterrein, Rijksstraatweg en omgeving | 670        | 31               | 31             | Locatie in de gemeente |
| BU05300205    | Dorp en Hoonaart                             | 720        | 14               | 14             | Locatie in de gemeente |
| BU05300206    | Vogelbuurt                                   | 740        | 13               | 13             | Locatie in de gemeente |
| BU05300301    | Wittens Hoeck                                | 2220       | 31               | 31             | Locatie in de gemeente |
| BU05300302    | Gorsingen Hoeck                              | 2760       | 46               | 46             | Locatie in de gemeente |
| BU05300303    | Hooghen Hoeck                                | 2290       | 31               | 31             | Locatie in de gemeente |
| BU05300304    | Tramhaven                                    | 130        | 32               | 25             | Locatie in de gemeente |
| BU05300400    | Hout Hoeffe                                  | 2970       | 54               | 54             | Locatie in de gemeente |
| BU05300401    | Koele Nacht                                  | 2770       | 32               | 32             | Locatie in de gemeente |
| BU05300402    | Morgen Stont                                 | 2750       | 59               | 57             | Locatie in de gemeente |
| BU05300403    | Kickers Bloem                                | 30         | 157              | 156            | Locatie in de gemeente |
| BU05300404    | Vlotbrug                                     | 280        | 8                | 8              | Locatie in de gemeente |
| BU05300500    | Nieuwenhoorn                                 | 1260       | 96               | 95             | Locatie in de gemeente |
| BU05300600    | Wagenzicht                                   | 1480       | 35               | 29             | Locatie in de gemeente |
| BU05300601    | Altena                                       | 1610       | 37               | 35             | Locatie in de gemeente |
| BU05300700    | Centrumgebied-West                           | 220        | 6                | 6              | Locatie in de gemeente |
| BU05300701    | Centrumgebied-Oost                           | 700        | 22               | 19             | Locatie in de gemeente |
| BU05300800    | Verspreide huizen Nieuw-Helvoet              | 760        | 1031             | 1023           | Locatie in de gemeente |
| BU05300801    | Verspreide huizen De Kooistee                | 20         | 113              | 112            | Locatie in de gemeente |
| BU05300802    | Verspreide huizen Nieuwenhoorn               | 440        | 1012             | 994            | Locatie in de gemeente |